# Избори за одборнике Скупштине Београда 1910.
Избори за одборнике у Скупштини Београда, као и за општинску управу одржани су 28. марта 1910. године, у склопу локалних избора на територији читаве Краљевине Србије.

## О изборима
Према Закону о општинама из 1902. године, Општински одбор има 30 одборника, као и 15 заменика. Бирају се на трајање мандата од 2 године. Такође, и изабрани председник општине бира се на мандат од две године. Међутим, за председника обавеза је да има завршен факултет или неку стручну школу, или да је барем 10 година био запослен у судској или полицијској пракси као чиновник. Изабрани председник општине мора бити потврђен краљевим указом, али законом није предвиђено шта би се десило уколико краљ то не би учинио.
Гласање је било јавно све до измене Закона 3. децембра 1905. године кад је уведено тајно гласање.

## Ток избора
Гласало се на 17 гласачких места, и то по азбучном списку гласача. На тај начин великом броју бирача омогућено је да лакше добију приступ гласању. Међутим, ова новина произвела је и неколико негативних исхода, а то је гласање на више бирачких места (на сваком под другим именом), као и гласање оних бирача који нису ни уведени у бирачки списак! То је довело и до хапшења неких наводних гласача, а неки од њих су само пропуштени кроз шаке полиције. Колико је ова новина проблема направила говори и чињеница да једном кандидату из Палилуле није дозвољено да гласа јер је неко већ гласао у његово име! А то је само један случај у мору сличних.

## Резултати
Према резултатима избора, радикали и самосталци добијају читаву општинску управу, као и 30 одборника у Скупштини Београда. Напредњаци и народњаци добили су 9 одборника, док су социјалисти освојили шест. За председника општине изабран је Коста Главинић који је дужност примио 11. априла 1910. Међутим, пре тога је Државни савет морао да оснажи ове београдске изборе, што се и десило 7. априла.
Самосталци и радикали поделили су 30 одбораника тако да су самосталци добили 16, а радикали 14 одборника. Напредњаци и народњаци поделили су својих 9 одборника тако да је напредњацима припало 5, а либералима 4 одборника. Социјалисти су освојили 6 одборничких места.
Избори су донели прилична изненађења. Пре свега, сами народњаци и напредњаци били су изненађењи бројем гласова које је добила њихова изборна листа. На претходним београдским изборима, они су заједно добили око хиљаду гласова, а на овим добили су више од два пута толико!
| Поредак | Изборна листа                     | Број гласова | %       | Број мандата |
| ------- | --------------------------------- | ------------ | ------- | ------------ |
| 1.      | Самостална радикална странка      | 3.295        | 47,81 % | 16           |
| 1.      | Народна радикална странка         | 3.295        | 47,81 % | 14           |
| 2.      | Српска напредна странка           | 2.193        | 31,82 % | 5            |
| 2.      | Народна странка                   | 2.193        | 31,82 % | 4            |
| 3.      | Српска социјалдемократска партија | 1.403        | 20,36 % | 6            |